# Vladimír Zlínský
Vladimír Zlínský (* 29. května 1964) je český politik a lékař, od října 2021 poslanec Poslanecké sněmovny PČR, od roku 2020 zastupitel Zlínského kraje, v letech 2018 až 2020 zastupitel města Zlín, člen hnutí SPD.

## Život
V letech 1982 až 1988 vystudoval medicínu na Lékařské fakultě Masarykovy univerzity (získal titul MUDr.), specializuje se na otorhinolaryngologii (atestaci složil v roce 1991).
Pracoval v nemocnicích ve Zlíně, Kroměříži či Uherském Hradišti, provozoval také soukromou ambulanci v Otrokovicích. V současné době pracuje v akciové společnosti Sanaplasma.
Vladimír Zlínský žije ve městě Zlín. Je ženatý a má dvě dcery.

## Politické působení
V komunálních volbách v roce 2018 byl jako nestraník za hnutí SPD zvolen zastupitelem města Zlín. Následně do hnutí SPD vstoupil. Na mandát zastupitele města v říjnu 2020 rezignoval. V komunálních volbách v roce 2022 kandidoval do zastupitelstva Zlína z 10. místa kandidátky hnutí SPD. Mandát zastupitele města se mu však nepodařilo získat.
V krajských volbách v roce 2020 byl zvolen jako člen hnutí SPD zastupitelem Zlínského kraje, a to z pozice lídra kandidátky. Ve volbách v roce 2024 mandát krajského zastupitele z pozice člena hnutí SPD obhajoval. Původně figuroval na 5. místě kandidátky, ale vlivem preferenčních hlasů skončil druhý a mandát obhájil.
Ve volbách do Poslanecké sněmovny PČR v roce 2021 kandidoval jako lídr hnutí SPD ve Zlínském kraji. Získal 1 921 preferenčních hlasů, a stal se tak poslancem.